# والتر ادمون سميث
والتر ادمون سميث (بالإنجليزية: Walter Edmond Smith)‏ هو عسكري أسترالي، ولد في 30 مارس 1895 في سيدني في أستراليا، وتوفي في 1976 في كوفس هاربور في أستراليا.